# Castro Menezes
Álvaro Sá de Castro Menezes (Niterói, 3 de junho de 1883 — Rio de Janeiro, 7 de março de 1920) foi um poeta, escritor, jornalista, promotor público, juiz e lente (professor catedrático) de Economia Rural e Estatística da antiga Escola Superior de Agricultura (atualmente Universidade Federal Rural do Rio de Janeiro).
Foi um dos grandes expoentes do Simbolismo no Brasil, patrono da cadeira nº 14 da Academia Fluminense de Letras. Influenciou toda uma geração de poetas e escritores brasileiros, como Manuel Bandeira, Coelho Neto, Catulo da Paixão Cearense, Gilka Machado, Humberto de Campos, Antonio Joaquim Pereira da Silva, Herbert Moses, entre outros.

Capa da Edição nº 41, Ano V da Revista Souza Cruz, homenageando o poeta Castro Menezes, falecido no mês anterior

## Vida
Castro Menezes começou sua carreira literária ainda durante os estudos no Curso do Internato no Ginásio Nacional, mais tarde incorporado ao Colégio Pedro II, do qual saiu laureado e onde obteve o bacharelado em Ciências e Letras. Foi o orador de sua turma e obteve então o reconhecimento pelo então Presidente da República, Campos Salles, pela eloquência do seu discurso. Nesta temporada no Colégio Pedro II, com apenas quinze anos de idade, fez sua primeira publicação, o livro de poesias Mythos, de 1898, que provocou a admiração do então novato Manuel Bandeira. Sobre Castro Menezes, escreveu Manuel Bandeira:
Em 1901, foi o corpo discente do Externato do Colégio Pedro II enriquecido com a matrícula de um novo aluno, transferido, no último ano, do Internato da casa que então se chamava Ginásio Nacional. O rapaz tinha uma presença impressionante: puxava por uma perna (os sujeitos que puxam uma perna sempre me infundiram profundo respeito) e que bela cabeça era a sua, de nobre e espantada expressão. Mas o que alvoroçava o rapazio do Externato era saber que o novo aluno era poeta, com livro publicado e louvadíssimo pela crítica. Mythos chamava-se o volume. Não havia nada nos poemas que justificasse o título. Depois veio a se saber que o poeta escolhera a palavra porque ele era simbolista, e no Brasil daquele tempo todo simbolista que se prezasse adorava a letra y e o diagrama th. Ora, “mythos” reunia os dois símbolos cabalísticos…
               Os poetinhas do Pedro II eram uns pobres diabos de poetinhas, que só viam publicados os seus versos em jornaizinhos colegiais. Ao passo que Castro Menezes (era ele o novo aluno) colaborava em lugar de honra na Rosa Cruz, a revista dos amigos e discípulos de Cruz e Souza. Muitas vezes olhei, por isso, com inveja aquele adolescente, cujos versos passei a admirar no meu tímido encolhimento.
 
 Dei teu nome, Alenor, a uma ilha encantada
Perdida no oceano imenso de minh’alma…
 
               São belos esses dois versos. Naqueles idos, me pareciam os mais belos de todas as literaturas (eu tinha também a minha Alenor e a minha ilha…). Todavia, nunca ousei dirigir a palavra a Castro Menezes.
               Terminado o curso, ele naquele ano, eu no seguinte, o poeta foi para Belém, voltou ao Rio, caiu na vida prática, tornou-se economista (sem acreditar na Economia Política), magistrado, jornalista. Era um homem de uma atividade espantosa. A ela sacrificou os seus belos dons de poeta. Nos dois últimos anos de vida, tratou de reunir em livro os versos posteriores a Mythos. Morreu em 1920, sem concluir o preparo da edição, só postumamente publicada sob o título Estrada de Damasco.
               Três anos antes é que fiz relações com ele, porque, tendo publicado A Cinza das Horas, escreveu sobre meus versos, me visitou. Graças à sua generosidade de me oferecer o papel de imprensa, pude, em 1919, editar o Carnaval.
               No dia de hoje, em que completaria 73 anos, evoco com emoção a sua extraordinária figura, tão prematuramente desaparecida. 3/6/1956.
Em 31/12/1905, graduou-se em Ciências Jurídicas e Sociais pela Faculdade de Ciências Jurídicas e Sociais do Rio de Janeiro, uma das duas faculdades que foram fundidas em 1920 na Faculdade Nacional de Direito da UFRJ - Universidade Federal do Rio de Janeiro.
Formado, Castro Menezes mudou-se para Belém do Pará por um curto período, onde foi redator do jornal “A Província” e lente (professor) do Ginásio Paes de Carvalho. Em 1909 casou-se com Carmen Mello de Castro Menezes, filha do fazendeiro paraense João Félix Geraque Pereira de Mello, tendo dois filhos deste primeiro casamento, João Frederico e Álvaro Cezar. 
Regressando ao Rio de Janeiro, foi nomeado Promotor Público da cidade de Itaboraí – RJ e, em 1911, Juiz Municipal da cidade de Conceição de Duas Barras – RJ, cargo que exerceu até 1918. Neste período, enviuvou-se e se casou novamente em 1913 com Calypso Borges da Fonseca, filha do Desembargador Gregório Magno Borges da Fonseca, presidente do Tribunal de Justiça do Espírito Santo. Deste segundo casamento, teve um filho, Frederico de Castro Menezes.
Em 1918, tendo sido convidado pelo Governo Federal a assumir a cadeira de Lente Catedrático de Economia Rural e Estatística na Escola Superior de Agricultura, atual UFRRJ - Universidade Federal Rural do Rio de Janeiro, foi colocado em disponibilidade do cargo de Juiz e regressou ao Rio de Janeiro, então capital da República.
Ocupou diversos cargos até sua morte, entre os quais Secretário Geral da Associação Comercial do Rio de Janeiro, da Federação das Associações Comerciais do Brasil e da Câmara Internacional do Brasil, Subsecretário do Centro de Comércio de Café e do Centro de Comércio e Indústria do Rio de Janeiro, Secretário Honorário do Centro Comercial de Cereais e Diretor, 2º Secretário da Sociedade Nacional de Agricultura. Também foi Secretário do Ministro da Agricultura, Pereira Lima, durante o governo de Venceslau Braz. Ao falecer era redator do Jornal do Commercio do Rio de Janeiro.
Faleceu em 7 de março de 1920, vítima de um ataque cardíaco fulminante. Tinha apenas 36 anos de idade e seu falecimento súbito causou comoção nas comunidades literária, jornalística e comercial da época.

## Primeira fase da obra de Castro Menezes -  Revista Rosa-Cruz

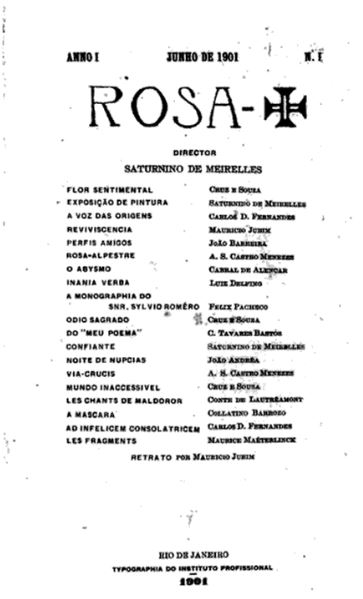
Capa da primeira edição da revista literária Rosa-Cruz, de junho de 1901

A primeira fase da obra de Castro Menezes é a fase da sua mocidade no Colégio Pedro II e na Faculdade de Direito. Pode-se dizer que dura até seu regresso ao Rio de Janeiro, após sua ida a Belém para assumir a redatoria do Jornal A Província do Pará.
Castro Menezes foi um dos integrantes do grupo de poetas Simbolistas que fundaram e mantinham a revista literária Rosa-Cruz. Compunham o grupo, além de Castro Menezes, Saturnino de Meirelles, diretor da Revista, Carlos Dias Fernandes, Gonçalo Jácome, Pereira da Silva, Paulo Araújo, Tibúrcio de Freitas, Alphonsus de Guimaraens, Maurício Jubim, Rocha Pombo, Félix Pacheco; como simples colaboradores da revista, na primeira fase, contam-se: Luiz Delfino, Cabral de Alencar, Rafaelina de Barros, João Andréia, Colatino Barroso, Carlos Góis, Archangelus de Guimaraens, Miguel Melo e Amadeu Amaral; na segunda fase: Flávio da Silveira, Mário Tibúrcio Gomes Carneiro, H. Malaguti, Bernardes Sobrinho e Roberto Gomes.
Procuravam elevar Cruz e Souza ao mais elevado grau de consagração. A revista teve 4 números publicados de junho a setembro de 1901, seguindo-se um intervalo e a publicação de uma segunda fase, com três publicações entre junho e setembro de 1904. Pode-se dizer que o término desta segunda fase marcou o final do movimento Simbolista no Brasil, permanecendo apenas como iniciativas individuais de alguns poetas, como Alphonsus de Guimarães. Os poemas desta fase do jovem Castro Menezes eram eminentemente simbolistas, como em Mythos, diferenciando-se da segunda fase, ao final da sua vida, quando se aproximara mais do Parnasianismo.
Convém ressaltar que a revista literária Rosa-Cruz não guarda qualquer relação com a A.M.O.R.C. - Antiga e Mística Ordem Rosacruz, sendo resultado puramente das características próprias do movimento Simbolista, seu apreço pelo misticismo, interesse por zonas profundas da mente e o gosto pelo mistério e a morte.

## Segunda fase da obra de Castro Menezes - Maturidade
A primeira fase da obra de Castro Menezes acompanha sua vida e pode-se dizer que se encerra com a morte da sua primeira esposa, Carmen, ao regressar ao Rio de Janeiro. Segue-se um intervalo depressivo pelo luto, quando o autor retoma sua alegria de viver ao contrair núpcias com sua segunda esposa, Calypso. Nesta fase vemos um Castro Menezes maduro, já tratando dos temas próprios da maturidade. Escreve dois livros de prosa, Quadros da Guerra e O Jardim de Heloísa e tratados de assuntos econômicos, que o conduziram da carreira de Juiz de Direito para a de Professor Catedrático.

Nesta fase, o autor aproxima-se do movimento parnasianista, como nos versos abaixo de "Lar Desfeito", onde declama a dor da perda de Carmen, sua primeira esposa:
                     Entre sorrisos descuidados,
                    Como um casal de namorados,
                       De olhar no olhar,
                    Troquemos novos juramentos…
                    Enquanto os céus não são nevoentos,
                       Vamos sonhar…
Uma das dificuldades do estudo da obra de Castro Menezes é que o autor costumeiramente publicava seus poemas em revistas e periódicos, não os reunindo em livros. Era a "Arte pela Arte". No final da vida estava reunindo poemas em um volume intitulado "A Estrada de Damasco", obra que foi publicada postumamente em 1922 com a ajuda de amigos do falecido. 

## Obra
| - Mythos - (Poesias) - 1898 (esgotado) - Estrada de Damasco - 1922 - Ed. Póstuma |
| - Quadros da Guerra - 1916 (esgotado) - O Problema Econômico e Financeiro do Brasil - O Algodão nos Estados Unidos - 1917 - O Futuro Econômico do Brasil - O Jardim de Heloisa - 1919 |